# Deweese
Deweese és una població dels Estats Units a l'estat de Nebraska. Segons el cens del 2000 tenia 80 habitants.

## Demografia
Segons el cens del 2000, Deweese tenia 80 habitants, 35 habitatges, i 17 famílies. La densitat de població era de 343,2 habitants per km².
Dels 35 habitatges en un 28,6% hi vivien nens de menys de 18 anys, en un 40% hi vivien parelles casades, en un 5,7% dones solteres, i en un 48,6% no eren unitats familiars. En el 42,9% dels habitatges hi vivien persones soles el 25,7% de les quals corresponia a persones de 65 anys o més que vivien soles. El nombre mitjà de persones vivint en cada habitatge era de 2,29 i el nombre mitjà de persones que vivien en cada família era de 3,22.
Per edats la població es repartia de la següent manera: un 33,8% tenia menys de 18 anys, un 0% entre 18 i 24, un 35% entre 25 i 44, un 12,5% de 45 a 60 i un 18,8% 65 anys o més.
L'edat mediana era de 37 anys. Per cada 100 dones de 18 o més anys hi havia 103,8 homes.
La renda mediana per habitatge era de 22.500 $ i la renda mediana per família de 31.250 $. Els homes tenien una renda mediana de 23.125 $ mentre que les dones 13.125 $. La renda per capita de la població era de 13.018 $. Cap de les famílies i el 2,9% de la població estaven per davall del llindar de pobresa.

## Poblacions més properes
El següent diagrama mostra les poblacions més properes.